# Операция «Дани»
Операция «Дани» (ивр. מבצע דני‎) — военная наступательная операция Армии обороны Израиля, проведённая с 9 по 18 июля 1948 года, в период между первым и вторым перемириями Арабо-израильской войны 1948—1949 годов. Руководство страны ставило перед командованием участвовавших в операции частей задачи по установлению контроля над арабскими городами Лидда, Рамла и Рамалла, а также укреплённым пунктом в Латруне, контролировавшим дорогу на Иерусалим. Таким образом предполагалось устранить близкую угрозу еврейским населённым пунктам Гуш-Дана и наладить постоянное сообщение между Иерусалимом и территориями, контролируемыми евреями.
Военные цели операции были достигнуты не полностью: если Лидда с близлежащим аэропортом и Рамла были захвачены уже к 13 июля, попытки взятия Латруна не увенчались успехом вплоть до начала второго перемирия, а до Рамаллы еврейские части вообще не дошли. В то же время, хотя основная дорога на Иерусалим оставалась под контролем арабов, евреи сумели получить в своё распоряжение ещё один альтернативный путь снабжения города. Кроме того, успехи израильтян обеспечили согласие короля Трансиордании Абдаллы на раздел Иерусалима, на который в противном случае он мог бы претендовать полностью. Военные действия в Лидде и Рамле сопровождались массовой депортацией жителей этих городов на территорию, контролируемую трансиорданцами, что в свою очередь привело к массовым демонстрациям в Трансиордании, участники которых обвиняли командующего Арабским легионом Джона Глабба в предательстве.

## Предшествующие события и ситуация накануне операции
Со вступлением арабских стран в вооружённый конфликт в Палестине на стороне её арабского населения арабским войскам первоначально удалось существенно продвинуться вглубь её территории, в том числе в тех её частях, которые предназначались для создания еврейского государства. Тем не менее в последующие недели евреям удалось остановить продвижение арабских войск и местами перейти в наступление. К моменту вступления в силу 11 июня 1948 года соглашения о прекращении огня Израиль контролировал порядка 700 км² территории, предназначенной для арабского государства, тогда как под арабским контролем оказалась вдвое меньшая территория, предназначавшаяся для еврейского.

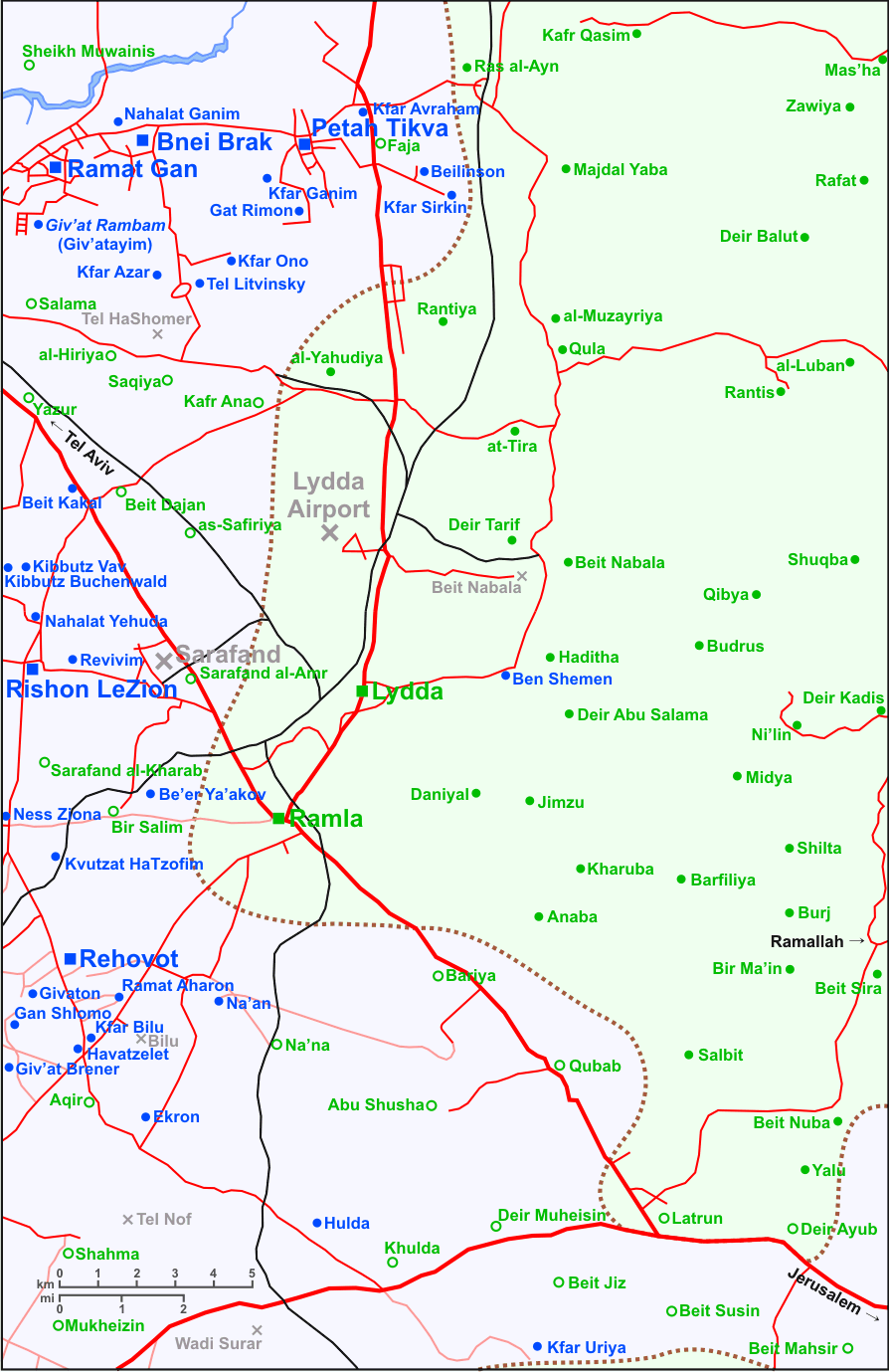
Линия фронта накануне операции «Дани»

Во время перемирия вступало в силу международное эмбарго на поставки оружия воюющим сторонам, однако Израиль получал подпольно вооружение и деньги от сочувствующих частных лиц, а также использовал постоянный приток добровольцев из-за рубежа для пополнения своих военных частей. Арабские армии также использовали прекращение огня для пополнения личного состава и вооружения частей, находящихся в Палестине. Посредник Фольке Бернадотт пытался за время перемирия достичь нового соглашения, по которому арабская сторона признаёт независимость Израиля, расстающегося за это с Негевом, Иерусалимом (переходящими Трансиордании) и значительной частью контролируемой еврейскими войсками Западной Галилеи. Эти попытки, однако, не увенчались успехом: арабские страны не были готовы признать независимость еврейского государства в Палестине ни за какие территориальные уступки. Единственным, кто выражал заинтересованность в новом плане, был король Трансиордании Абдалла ибн Хусейн (в интервью западному журналисту заявивший, что готов аннексировать Палестину, предоставив в ней евреям местную автономию), но под давлением союзников по Арабской лиге он также отказался от идеи мирного урегулирования конфликта.
Намерения арабов возобновить наступление немедленно по окончании перемирия были вполне очевидны, и египетские войска действительно открыли боевые действия на юго-западе страны даже до того, как срок прекращения огня истёк. В свете этих планов перед еврейским командованием стоял вопрос: использовать имеющиеся силы в оборонительных боях или предпринять контрнаступление. В итоге было решено продолжать держать оборону против египетских войск в Негеве и Самарии, а также против ливанцев в Северной Галилее, но предпринять наступательные действия против контролируемого сирийцами анклава восточнее Рош-Пины на территории, отведённой еврейскому государству. Главным же направлением наступления должны были стать земли к юго-востоку от Гуш-Дана — основного блока еврейских населённых пунктов, включавшего Тель-Авив. Линия фронта на момент перемирия проходила в опасной близости от населённых пунктов Гуш-Дана, и в арабских городах Лидда и Рамла, а также в районе Латруна по другую её сторону были расквартированы части трансиорданского Арабского легиона.
Израильский премьер-министр Давид Бен-Гурион называл в своих дневниках в эти дни Лидду и Рамлу, расположенные в полутора десятках километров от Тель-Авива, опасными во всех отношениях «шипами» в теле еврейского государства; в Армии обороны Израиля предполагали, что эти города готовы стать плацдармом для наступления Арабского легиона. Ещё до вторжения арабских армий в Палестину Лидда была центром вооружённой борьбы палестинских арабов против евреев — по словам одного из арабских командиров, её население было единственным в этом районе, которое вело такую борьбу. Помимо того, что Лидда представляла собой угрозу для Тель-Авива, она одновременно была важным транспортным узлом — железнодорожным и авиационным: рядом с городом располагался единственный в стране международный аэропорт. Израильское руководство во главе с Бен-Гурионом было также озабочено судьбой Иерусалима, находившегося почти в полной изоляции. Основная дорога в город контролировалась арабами с господствующих высот, тянущихся от Латруна до Рамаллы (американский политолог Наоми Фридман подчёркивает, что силы, атаковавшие израильские конвои в Иерусалим, базировались также и в Лидде), хотя определённая связь с ним могла поддерживаться через временную «Бирманскую дорогу». Планируемая операция на этом направлении первоначально получила название «Ларлар» — «Лидда, Рамла, Латрун, Рамалла». Общий план операции был утверждён 26 июня и предполагал занятие Лидды, Рамлы и Рамаллы, но не прямую атаку на Латрун. Авторы плана считали, что угроза полного окружения в случае взятия Рамаллы заставит Арабский легион покинуть форт самостоятельно. Назначенный командовать операцией Игаль Алон приказал изменить её название на «Дани» — в честь Дани Масса, командира «Отряда тридцати пяти», погибшего в январе при попытке прорыва в Гуш-Эцион.

## Силы сторон
Операция «Дани» стала крупнейшей на тот момент наступательной операцией еврейских войск за всё время боевых действий Арабский историк Спиро Мунайер оценивает общую численность израильских войск, стянутых для проведения операции, в 8000 человек. Согласно историку Бенни Моррису, на направлении главного удара израильтяне сконцентрировали пять батальонов двух бригад «Пальмаха» («Харель» и «Ифтах»), два батальона 8-й бронетанковой бригады и несколько пехотных батальонов бригад «Кирьяти» и «Александрони» при поддержке примерно 30 артиллерийских стволов. С другой стороны, ещё один израильский историк Ури Мильштейн утверждает, что к началу наступления на Лидду из 9000 солдат, которые должны были участвовать в операции, в боевой готовности находился только один батальон. В подчинении у Алона, среди прочих, оказался его учитель военного дела, основатель «Пальмаха» Ицхак Саде, командовавший на тот момент 8-й бригадой. Другие части возглавляли Иосиф Табенкин («Харель»), Муля Коэн («Ифтах») и Михаэль Бен-Галь («Кирьяти»).
Арабская сторона на этом участке фронта формально располагала меньшими силами, чем еврейская (по оценке Мильштейна — втрое меньшими). Командующий Арабским легионом Джон Глабб получил от короля Абдаллы указания удерживать контролируемую территорию любой ценой, но не был уверен в том, что сможет это требование выполнить. Командующий планировал возможные пути отступления и даже взвешивал возможность вывести из строя гражданский транспорт в Рамалле, опасаясь, что поток беженцев, запрудивший дороги, помешает отходящим войскам. Стремясь сохранить территориальные завоевания в Самарии и районе Иерусалима, Глабб посчитал нецелесообразным распылять свои относительно небольшие силы. В то время, как израильское командование ожидало арабского наступления со стороны Лидды и Рамлы, Глабб в свою очередь был уверен в предстоящем еврейском наступлении на эти города и полагал, что не сможет их удержать (с этой оценкой был согласен и командующий добровольческой Арабской освободительной армией Фавзи аль-Кавукджи). Командующий Арабским легионом сосредоточил в Латруне от двух до трёх батальонов, размещённых на хорошо укреплённых позициях и поддерживаемых артиллерией и бронемашинами. Однако между этими основными силами трансиорданцев и южным флангом иракских войск оставался почти незащищённый участок, где располагались Лидда и Рамла.
Накануне начала операции израильское командование предполагало, что в Лидде и Рамле размещены от 1150 до 1500 служащих Арабского легиона. Эти оценки были далеки от действительности: Бенни Моррис пишет, что на самом деле численность солдат легиона в этих городах составляла порядка 150 человек — одну роту на два города (согласно Мунайеру, в эту 5-ю пехотную роту входили 125 солдат). Согласно историку Давиду Талю, в дополнение ко взводу Арабского легиона, размещённого в Лидде, там находились около 500 трансиорданских бедуинов и некоторое количество плохо вооружённых местных иррегуляров (Кеннет Поллак относит эти войска к Арабской освободительной армии Фавзи аль-Кавукджи). По оценке Алона Кадиша, численность палестинских бойцов составляла порядка 1000 человек, по оценке Ури Мильштейна — 450 человек; Кадиш также пишет, что в распоряжении гарнизона Лидды было семь бронемашин. В некотором отдалении располагались части стратегического резерва — усиленный 1-й полк Арабского легиона, укомплектованный 40 бронемашинами, половина из которых несла орудия, артиллерийской и миномётной батареями. Этот полк, однако, не участвовал в боевых действиях до вечера 10 июля. Боеготовность трансиорданских войск историки тоже оценивают по-разному: если Моррис пишет о «тяжёлой нехватке боеприпасов», то Поллак, напротив, сообщает, что королю Абдалле удалось хорошо снабдить ими Арабский легион за время перемирия. Место отозванных в Лондон старших офицеров легиона заняли новые, также прошедшие обучение в Великобритании.

## Ход операции

### Боевые действия в районе Лидды и Рамлы
Операция «Дани» началась ранним утром 10 июля ударом с двух направлений. Части 8-й бригады (в том числе первый в АОИ танковый батальон — 10 лёгких французских танков H35 и 2 переданных британскими перебежчиками «Кромвеля») при поддержке 33-го батальона «Александрони» и 44-го батальона «Кирьяти» начали наступление на юг из Кфар-Сиркина и на восток от Кафр-Аны. В ходе движения они заняли населённые пункты Кула, Аль-Тира, Рантия, Вильхельма, Аль-Яхудия и международный аэропорт Лидды к югу от последней. В это же время силы бригады «Ифтах» выдвинулись на север от Аль-Барии, захватив шесть арабских деревень и выйдя к комплексу еврейского интерната в Бен-Шемене (восточнее Лидды), находившемуся в осаде с мая. На обоих направлениях сопротивление было минимальным. К вечеру, однако, 1-й полк Арабского легиона выдвинулся к населённому пункту Бейт-Набала, вступив в боестолкновение с силами 8-й бригады и остановив их, в то же время не делая попыток прорваться к Лидде. Хаим Герцог, участник войны 1947—1949 годов, пишет, что продвижение танкового батальона замедляли также частые поломки, с которыми малоопытные танкисты справлялись с трудом; в итоге клещи, которые должны были сомкнуться у Бен-Шемена, так этого и не сделали. Другой участник событий, Иерухам Коэн, в автобиографической книге «Всегда в строю» упоминает об отсыревших снарядах для «Кромвелей» и неразберихе в координации действий бронетанковых частей, укомплектованных разноязычными бойцами.
Наступление израильских войск продолжилось 11 июля. В течение дня израильтянам удалось захватить Бейт-Набалу. К вечеру силы Арабского легиона предприняли контратаку в этом районе, поставив под угрозу еврейский контроль над аэропортом, но в итоге ночных боёв израильтянам удалось удержать свои позиции, а затем и перейти в наступление в направлении города Будрус. Тем временем 3-й батальон «Пальмаха» попытался атаковать Лидду из захваченной накануне деревни Даниял, но не смог прорвать оборону города. Тогда к месту боевых действий выдвинулся 89-й моторизованный батальон 8-й бригады под командованием Моше Даяна. Батальон, в состав которого входили бронированные джипы, вооружённые пулемётами, полугусеничные автомобили и бронетранспортёр, выдвинулся из Бен-Шемена, ворвался по главной улице в Лидду, там повернул на юг, достиг окраин Рамлы, после чего развернулся и вокруг Лидды вернулся в Бен-Шемен. Весь рейд занял 47 минут, во время движения по городу израильские солдаты вели шквальный огонь во все стороны; в результате погибли десятки арабов (журналист «Гаарец» Ари Шавит в бестселлере «Моя Земля обетованная» пишет о более чем сотне) и от шести до девяти евреев. Дерзкий рейд Даяна не был согласован с его непосредственным командиром Ицхаком Саде. Мильштейн пишет, что Даян договорился с Мулей Коэном, Моррис — что батальон Даяна действовал по приказу командующего всей операцией Игаля Алона, а Давид Таль и вовсе называет эту вылазку личной инициативой комбата, демонстрирующей его безответственность и неспособность мыслить в стратегическом масштабе. Таль подчёркивает, что, взяв в рейд две роты из трёх, находящихся в его подчинении, Даян оставил только одну роту прикрывать Дейр-Тариф в районе аэропорта, и эта деревня была в результате снова захвачена Арабским легионом. Иерухам Коэн отмечает несогласованность действий, вызванную отсутствием внутренней связи; её итогом стало то, что на выезде из Лода бронетанковая колонна разделилась — головная машина, как было запланировано, повернула в сторону аэропорта, а остальная часть колонны продолжала движение на Рамлу, в результате попав под огонь полицейского форта на этом участке шоссе и понеся потери в живой силе и технике.
Тем не менее рейд ударного батальона привёл к тому, что моральный дух защищавших Лидду иррегуляров был сломлен. В тот же вечер в город наконец вошёл 3-й батальон и после недолгих уличных боёв занял позиции в центре Лидды. Солдаты 5-й роты Арабского легиона, размещённые в Лидде и Рамле, отступили в укреплённый полицейский участок в центре Лидды. Командир израильского батальона, пригласив к себе отцов города, потребовал, чтобы снайперы, всё ещё ведшие стрельбу по солдатам АОИ, сложили оружие. Однако когда делегация из пяти старейшин во главе с мэром города приблизилась к полицейскому участку, оттуда была открыта стрельба. Мэр Лидды был убит, ещё несколько человек были ранены. В результате израильтяне объявили в городе комендантский час и организовали патрулирование улиц, разоружая взрослых мужчин и отправляя их под арест.

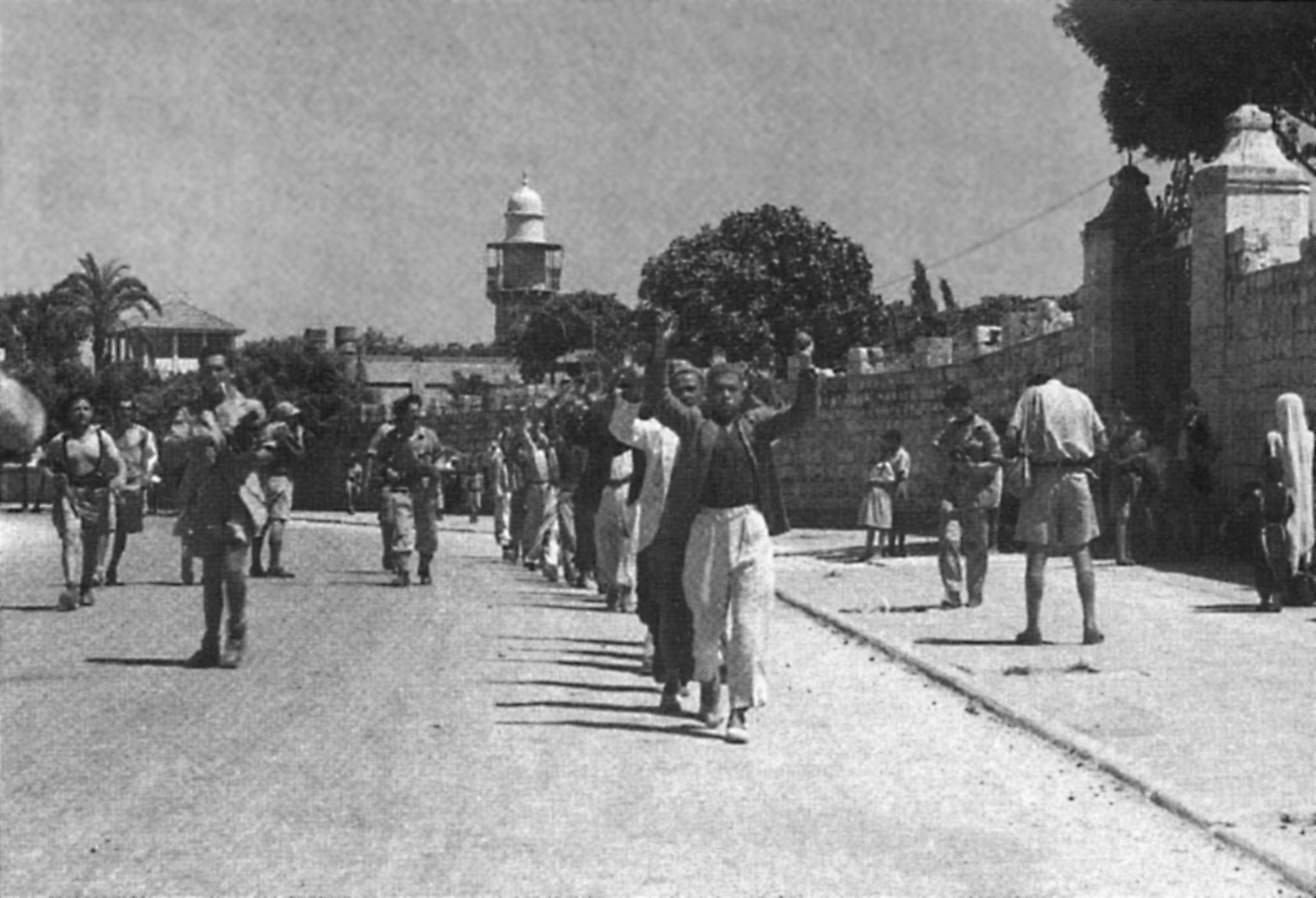
Арабские военнопленные в Рамле

Паника, вызванная наступлением АОИ и артобстрелами Лидды и Рамлы, привела к тому, что жители городов начали покидать свои дома. Еврейское командование отправило к старейшинам Рамлы военнопленного с требованием капитуляции; в обмен было обещано, что права гражданского населения будут соблюдаться в соответствии с Женевской конвенцией. В ночь с 11 на 12 июля городские старейшины Рамлы сообщили еврейскому командованию о готовности сдать город без боя, и утром 12 июля в Рамлу вошёл 42-й батальон «Кирьяти». Казалось, что боевые действия окончены, однако около полудня 12 июля в Лидду ворвались несколько броневиков Арабского легиона. Неизвестно точно, была ли это разведка боем или операция по спасению кого-то из офицеров, но между солдатами легиона и 3-го батальона «Пальмаха» завязалась перестрелка. К ней присоединились многие местные жители, ещё не сдавшие оружие и теперь открывшие огонь по израильтянам из окон и с крыш домов. В ходе боя остатки арабского гарнизона покинули Лидду; тем не менее соотношение сил оставалось не в пользу израильского подразделения, и ответные действия его солдат были крайне жёсткими: огонь открывался по всем подозрительным лицам. К концу дня победа осталась за израильтянами; они потеряли двоих бойцов убитыми, а число убитых арабов составляло, согласно Давиду Талю, несколько десятков, согласно Шавиту, более 200, а согласно Эфраиму Каршу и Ури Мильштейну, 250 человек. Мильштейн пишет, что многие женщины, дети и старики укрылись в мечетях, и когда из одной из них в отряд АОИ была брошена граната, командир батальона Кальман приказал уничтожить всех, кто в ней находился. По словам Мильштейна, после расправы эта мечеть оставалась закрытой до 1966 года, чтобы скрыть следы зверств. Эта точка зрения отвергается Алоном Кадишем, специально расследовавшим слух о бойне и не нашедшим ему подтверждения. По оценке Таля, гибель жителей-арабов была прямым результатом их участия в боевых действиях, а общее количество убитых арабов в Лидде и Рамле было, возможно, меньше 250 человек за всё время боёв. В то же время арабский историк Ариф аль-Ариф называет почти вдвое большую величину — 496 погибших за время боевых действий.
После вторичного подавления сопротивления израильская сторона потребовала от городских старейшин сдачи всего стрелкового оружия, имеющегося в городе, однако добровольно в течение дня не был сдан ни один ствол.

### Депортация арабского населения

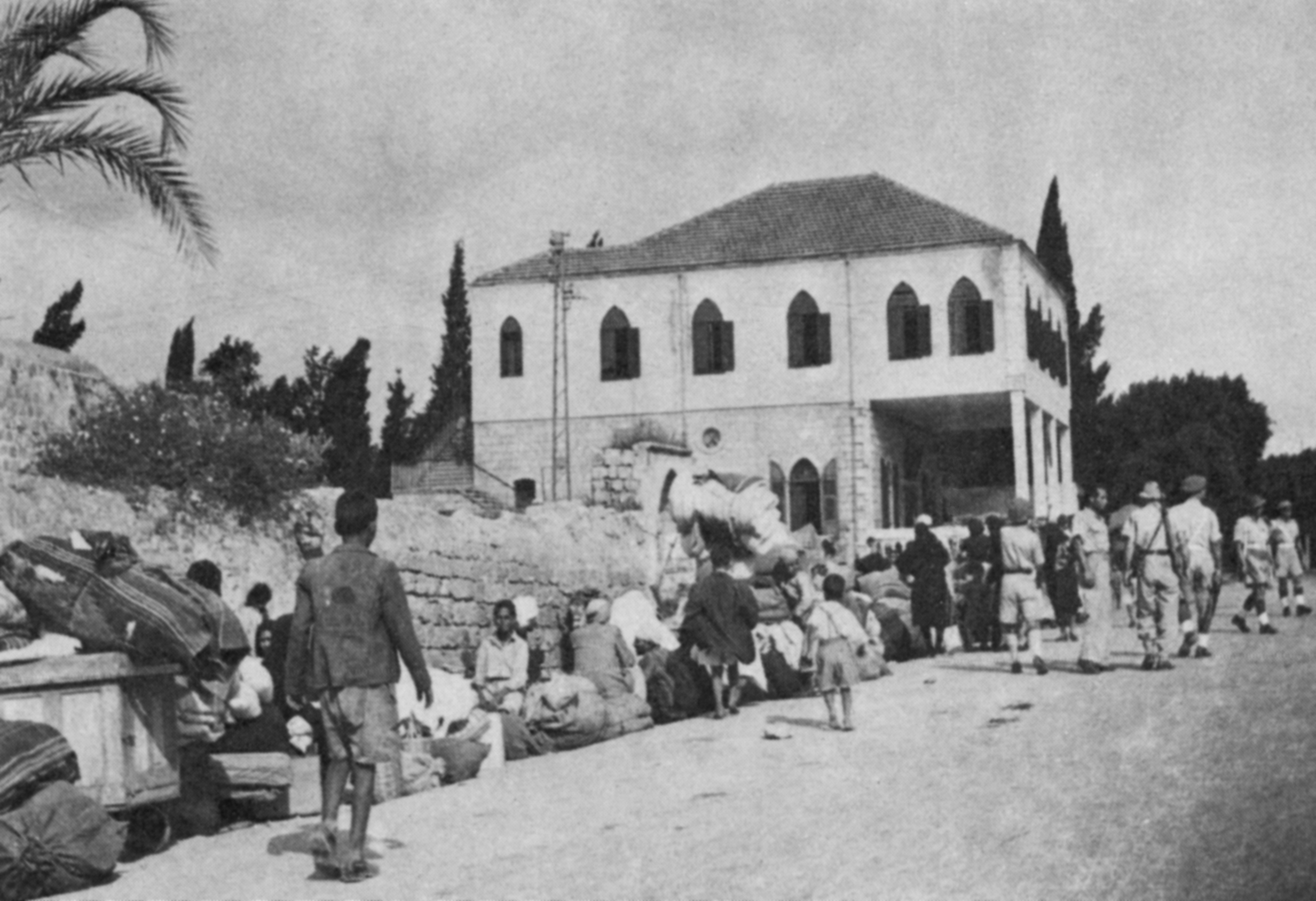
Жители Рамлы покидают город под конвоем солдат АОИ

Перед событиями 12 июля в Лидде руководство операции «Дани» направило телеграмму в Генеральный штаб АОИ с просьбой послать в Лидду и Рамлу временного гражданского администратора в свете гибели накануне мэра Лидды. В ответной телеграмме содержались инструкции по обращению с гражданским населением и военнопленными. В том числе сообщалось, что тем из жителей городов, кто захочет их покинуть самостоятельно, следует предоставить такую возможность, а остальных предупредить, что солдаты не смогут их защитить или обеспечить питанием. Иными словами, предлагалось поощрять добровольный уход жителей, как и в других районах страны, однако планов насильственной депортации населения не было; более того, в приказе напрямую запрещалось изгонять женщин, больных и стариков, а также заниматься грабежами. Однако после боёв 12 июля отношение израильского руководства к этому вопросу изменилось, и Бен-Гурион дал санкцию на изгнание населения из захваченных городов. В условиях, когда в разгар боёв с регулярными силами противника в тылу остаются значительные очаги явно враждебно настроенного населения, идею депортации поддержал даже один из лидеров левой партии МАПАМ Ицхак Бен-Аарон.
Колонну жителей направили на восток, к позициям Арабского легиона. Ицхак Рабин, бывший в то время одним из командиров войск в районе конфликта, вспоминал, что эта акция психологически оказалась одной из самых сложных за время войны и что часть солдат бригады «Ифтах» отказалась принимать в ней участие. Чтобы заставить население покинуть дома и отправиться в пеший 20-километровый переход до территории, контролируемой Арабским легионом, солдаты АОИ стреляли в воздух поверх голов местных жителей. В общей сложности в двух городах после этого оставалось около 1000 жителей, тогда как более 50 тысяч были изгнаны. Путь в Рамаллу и Иерусалим во время Рамадана был изнурительным, и имеются сообщения об умерших во время перехода стариках; если Джон Глабб не брался определить численность умерших во время перехода, то арабский политик Нимр Хатиб оценивал их число в 335 человек. Некоторые свидетели сообщали также о грабеже со стороны израильских солдат и убийствах арабов, сопротивлявшихся ему. В то же время Карш и Рабин пишут, что из Рамлы население было доставлено к позициям Арабского легиона транспортом, будучи избавлено от пешего перехода. Согласно Мунайеру, были изгнаны также жители 25 окрестных деревень, что довело число депортируемых до 80 тысяч человек.
Хотя в телеграмме командования от 12 июля запрещался грабёж в занятых городах, после эвакуации Лидды и Рамлы в них началось мародёрство. Согласно американскому историку Дональду Неффу, было вывезено в общей сложности 1800 грузовиков имущества, в том числе оборудование и продукция нескольких фабрик (колбасной, макароной, текстильной, пуговичной), сотен мастерских и нескольких тысяч лавок. Солдаты из киббуцев также вывозили сельскохозяйственную утварь.

### Боевые действия в районе Латруна
В тот же день, когда израильские войска заняли Лидду и Рамлу, они установили контроль над истоками реки Яркон близ Рас-аль-Айна, таким образом решив вопрос со снабжением Тель-Авива водой. Этот район формально контролировался иракскими частями, которые, однако, были настолько растянуты и не заинтересованы в серьёзном сопротивлении, что победа далась бойцам бригады «Александрони» практически без боя. Однако достигнутые на Прибрежной равнине успехи АОИ не удалось развить в следующие дни, когда израильтяне возобновили попытки захватить расположенный на холмах Латрун. К этому времени большая часть израильской бронетехники была приведена в негодность (или переброшена на юг удерживать фронт против египетских войск), а некоторые части понесли существенные потери. Одновременно израильтяне, по-прежнему переоценивавшие возможности Арабского легиона, опасались масштабного контрнаступления. Планируемое наступление на Рамаллу было отменено, и вместо этого основной целью второго этапа операции стал сам Латрун. Значение форта к этому моменту состояло в контроле не только над основным шоссе, ведущим в Иерусалим (нужды снабжения еврейского анклава в определённой степени могли быть удовлетворены с помощью «Бирманской дороги»), но и над насосной станцией на реке Аялон. Предвидя массированную израильскую атаку на форт, Глабб предпринял меры, перегруппировав свои силы и укрепив окружающие Латрун холмы, на которых теперь дислоцировались несколько пехотных рот Арабского легиона.
Подразделения бригад «Ифтах» и «Кирьяти» между 14 и 17 июля заняли ещё несколько не обороняемых арабских деревень, но на направлении главного удара — на Латрун и прилегающую местность — израильтяне потерпели неудачу. Алон, безуспешно штурмовавший Латрун накануне перемирия в ходе операции «Йорам», спланировал направление нового удара, как и предыдущих, с востока. Командир бригады «Харель» Табенкин, которому было поручено руководство штурмом, отправил 6-й батальон под командованием Цви Замира отбить у трансиорданцев так называемый Артиллерийский кряж с тем, чтобы 4-й батальон Йоханана Зариза, перейдя его, взял штурмом сам форт. Предполагалось, что на Артиллерийский кряж можно подняться только пешком, однако израильтяне, занявшие его в ночь с 15 на 16 июля, столкнулись затем с трансиорданской бронетехникой. Согласно Мильштейну, взаимодействие между еврейскими частями не было налажено должным образом, и рота, захватившая Артиллерийский кряж, не получила вовремя противотанковых гранатомётов, а затем оказалась нарушена и радиосвязь. Оборонявшая позицию рота не получила подкреплений, 4-й батальон в итоге вообще не был введён в бой. В результате израильтяне отступили в беспорядке, потеряв 19 человек убитыми, в том числе несколько раненых были брошены при отступлении и добиты арабами. Ещё 15 раненых рота сумела успешно эвакуировать.

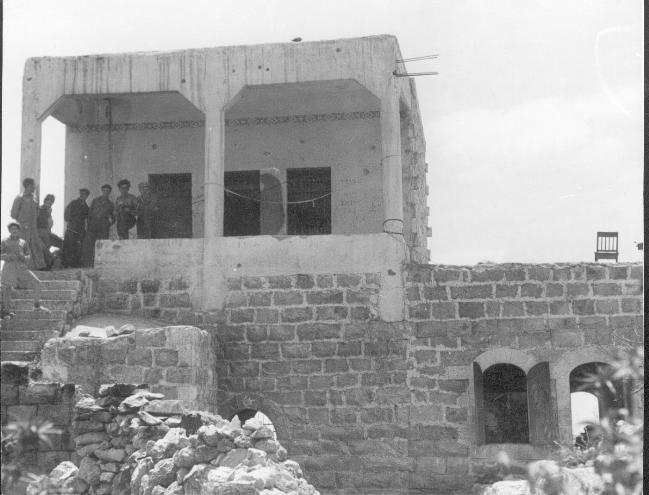
Бойцы бригады «Ифтах» в деревне Шильта

Несмотря на неудачу на направлении главного удара, израильтянам удалось овладеть деревнями Барфилия, Салбит, Эль-Бурдж и Бир-Маин к северу от Латруна, что в теории открывало АОИ путь на Рамаллу. Чтобы предотвратить окружение Латруна и возможный израильский марш на Рамаллу, подразделения Арабского легиона предприняли ряд острых контратак, и обе стороны продемонстрировали в боях выдающуюся отвагу. В ночь с 17 на 18 июля, когда уже было известно о скором вступлении в силу нового перемирия (согласно резолюции Совета Безопасности ООН от 15 июля), еврейские силы предприняли атаку на деревню Шильта; одновременно предполагалось взорвать мосты к северу и к югу от деревни Бейт-Сира. Эту часть задачи выполнить не удалось из-за сильного огня противника. Шильта, покинутая населением, была занята бойцами АОИ, однако утром их позиции были атакованы частями Арабского легиона. Рота Пинхаса Зусмана (Сико), вынужденная отступать под огнём с высоты Хирбет-Курейкур восточнее Шильты, понесла тяжёлые потери — из 80 человек личного состава 45 были убиты, 25 ранены и один попал в плен. Другая деревня, Кула, несколько раз переходила из рук в руки, и израильтяне, занявшие её в последний раз 18 июля, обнаружили там изуродованные тела нескольких своих однополчан, по-видимому, подвергшихся пыткам и убитых после попадания в плен.
К югу от шоссе Тель-Авив-Иерусалим силы 2-го и 4-го батальонов бригады «Харель» заняли 13—14 и 17—18 июля более десятка арабских деревень. В некоторых из них к этому времени оставались только смешанные гарнизоны из регулярных и иррегулярных арабских частей, в других же ещё было гражданское население, которое было после их захвата полностью изгнано, а дома разрушены. В последние часы перед прекращением огня 4-й батальон «Пальмаха», действовавший в «коридоре» между трансиорданскими и египетскими войсками, взял под контроль полицейский участок Хартува (Артуфа), близлежащую железнодорожную станцию и гряду холмов Бейт-Шемеш. В дальнейшем по этим холмам была проложена «Дорога героизма» — новая дорога в Иерусалим в обход Латруна, использовавшаяся Израилем вплоть до победы в Шестидневной войне. Параллельно силами 1-го батальона «Пальмаха» под командованием Хаима Авиноама при поддержке танков «Кромвель» и шести полугусеничных машин 82-го батальона была предпринята ещё одна попытка овладеть фортом Латруна. Последний штурм начался за час с небольшим до времени вступления в силу нового перемирия. Координация действий между израильскими подразделениями вновь оказалась ключевой проблемой. Согласно Хаиму Герцогу, силы поддержки попали под огонь противотанкового орудия, установленного на крыше полицейского участка Латруна, и отступили, а в их отсутствие штурм силами пехоты оказался безрезультатным. Иерухам Коэн и Ури Мильштейн предлагают другую версию: согласно ей, огнём израильского танка орудие Латруна было успешно подавлено, как и средний пулемёт, установленный в одной из башен полицейского форта, но затем снаряд застрял в танковом стволе. В результате возникшей неразберихи израильские силы отступили, хотя имели все шансы на успех. До момента прекращения огня Латрун так и не был взят, хотя попал почти в полное окружение — израильтяне продвинулись достаточно далеко, чтобы держать под обстрелом единственную дорогу, соединяющую его с основной территорией под трансиорданским контролем. Клещам израильского наступления не хватило лишь трёх километров, чтобы сомкнуться окончательно. Кеннет Поллак заключает, что если бы не новое перемирие, Латрун бы рано или поздно капитулировал просто из-за отсутствия снабжения. Фактически, как пишет Давид Таль, израильтянам удалось занять позиции даже на территории самого форта, но это произошло уже после официального начала второго перемирия, и по требованию трансиорданской стороны их пришлось оставить.

## Итоги и последствия
«Десять дней боёв» в промежутке между двумя перемириями закончились для Израиля серьёзными территориальными приобретениями — помимо территории вокруг Лидды и Рамлы, туда вошли также дополнительные земли в Галилее. В общей сложности территория еврейского государства расширилась ещё на 600 км². К 12 июля была снята угроза городам Гуш-Дана, ликвидирован участок вклинения на трансиорданском фронте — фактически вместо этого уже контролируемая евреями территория вклинилась в арабскую к северу от Латруна. В руках израильтян оказался международный аэропорт Лидды, была разблокирована часть железной дороги, ведущей в Иерусалим. Король Трансиордании частным образом дал понять, что не настроен на дальнейшее ведение боевых действий и готов к разделу Иерусалима с Израилем. В традиционной израильской историографии эта крупномасштабная (для своего времени) и сложная операция описывается как весьма успешная. В то же время более поздние исследователи не разделяют эту точку зрения. Так, Ури Мильштейн вообще сомневается в том, что операция «Дани» была необходима. Он полагает, что Лидда и Рамла с их небольшим арабским гарнизоном не представляли на тот момент угрозы для Гуш-Дана, у иорданцев в любом случае не было сил на удержание всего Иерусалима под своим контролем, а доставка грузов в еврейскую часть города могла быть к моменту начала операции обеспечена через «Бирманскую дорогу». После операции эту же функцию успешно выполняла «Дорога героизма», прошедшая по местам, далёким от направления главного удара и попавшим под израильский контроль почти случайно. Мильштейн также утверждает, что израильский истеблишмент и историки, связанные с «Пальмахом», в послевоенные годы сумели не допустить публикации подробностей боевых действий в районе Латруна, которые демонстрировали отсутствие координации между еврейскими частями и ошибки их командования. Кеннет Поллак, сравнивая эффективность действий АОИ и Арабского легиона в ходе «Десяти дней боёв», пишет о явном преимуществе подготовки солдат и оперативного мышления младших командиров трансиорданских сил. Необстрелянные и плохо вооружённые части еврейской армии, достаточно эффективные против палестинских иррегуляров, не смогли одержать ни одной существенной победы в боестолкновениях с Арабским легионом — лучшей из пяти арабских армий, участвовавших во вторжении в Палестину. Характерно, что вплоть до окончания войны в 1949 году израильтяне больше не предприняли ни одной попытки штурма Латруна.

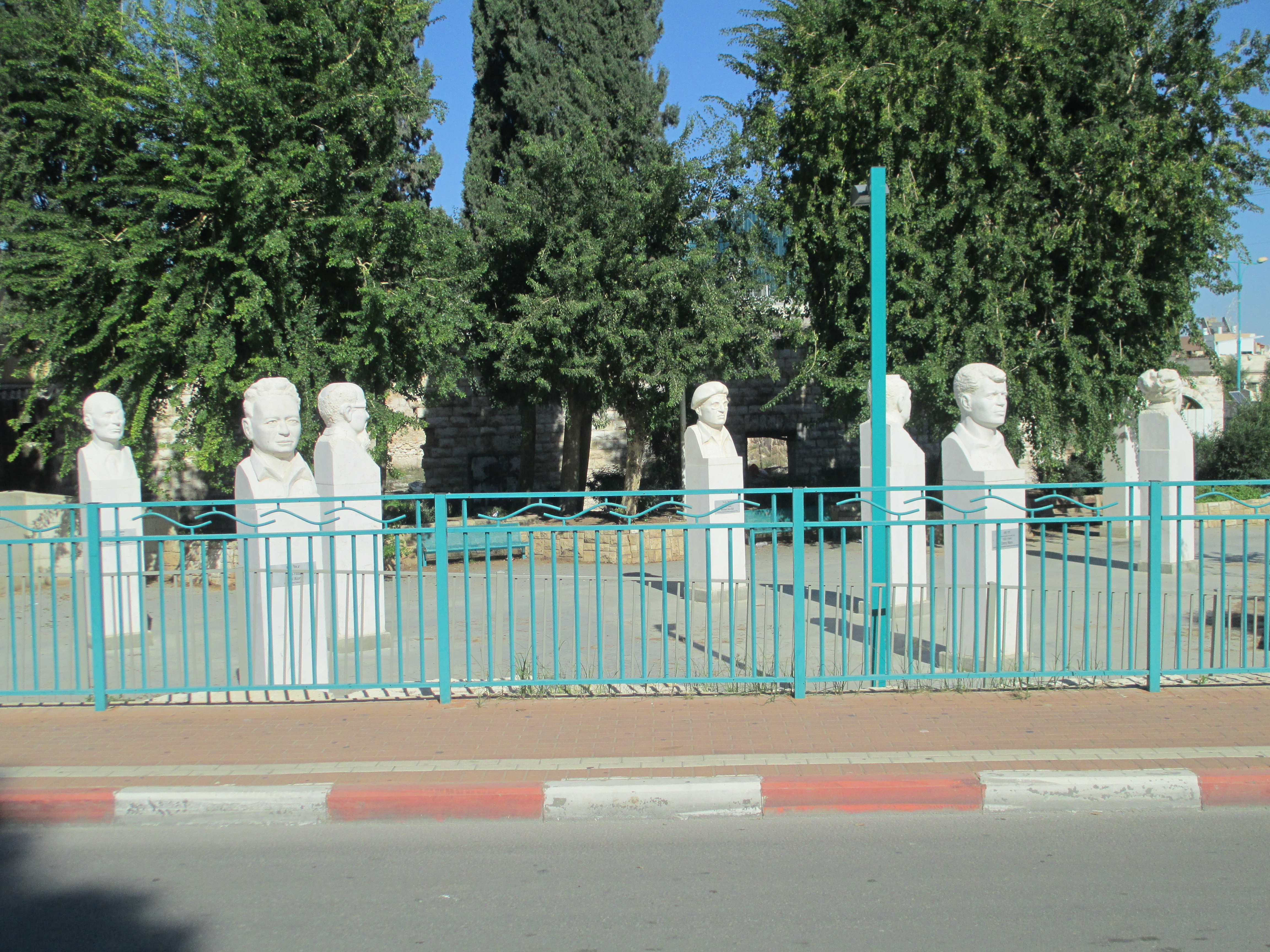
Площадь Операции «Дани» в современной Рамле

Одним из важных последствий операции «Дани» стала массовая депортация арабского населения Лидды, Рамлы и окрестных деревень, к моменту операции почти удвоившегося за счёт беженцев из Яффы и других населённых пунктов, ранее захваченных евреями, и достигавшего примерно 50 тысяч человек. К концу депортации в Лидде осталось менее тысячи жителей и примерно столько же в Рамле. Хотя в том, что население было изгнано насильно, сомнений нет, историки расходятся во мнениях, была ли депортация спланирована заранее. В арабской историографии, а также в работах некоторых «новых историков» кровопролитие в Лидде рассматривается как спланированная акция и средство обеспечить покорность депортируемых без отдачи недвусмысленного приказа о депортации. В поддержку точки зрения о действиях военных, направленных на усиление паники среди населения, цитируется телеграмма из штаба операции в одну из бригад, отправленная 10 июля, в разгар бомбардировок, и гласящая, что уход из Рамлы женщин, стариков и детей следует всячески поддерживать. Другие исследователи склоняются к мнению, что и жертвы среди гражданского населения, и его последующее изгнание были вынужденными, а их причиной стало возобновившееся сопротивление арабских сил в Лидде. В подтверждение этой точки зрения Давид Таль ссылается на обмен телеграммами между командованием операции и Генштабом АОИ, а Эфраим Карш подчёркивает, что из захваченного в эти же дни Назарета и сдавшихся без боя окрестных деревень арабское население не изгонялось. В послевоенные годы Лидда и Рамла, опустевшие после изгнания арабских жителей, были заселены евреями-репатриантами. В Лидде (современное название — Лод) размещались выходцы из стран Магриба, Индии и Турции, а с 1970-х годов — из СССР, в том числе большое количество репатриантов из Грузии; Рамла стала местом расселения репатриантов из стран Среднего Востока. Американский ориенталист Сьюзен Шлёмович пишет о в общей сложности 58 арабских деревнях в округе Рамлы, попавших под израильский контроль в 1948 году. Из всех деревень было изгнано местное население, и 30 из них, по данным географа Гази Фалаха, полностью или в основном разрушены.
Отказ Арабского легиона оборонять Лидду и Рамлу и отсутствие попыток предотвратить изгнание их населения вызвали гнев арабского населения Палестины. В Рамалле солдат легиона забрасывали камнями и осыпали оскорблениями на улицах. Прошли массовые демонстрации в Аммане, Эс-Салте и Наблусе, откуда разгневанная толпа изгнала трансиорданского губернатора и была в итоге разогнана иракскими войсками. Джона Глабба обвиняли в предательстве — как демонстранты, так и представители других арабских стран на встрече Арабской лиги 12—13 июля (эту же точку зрения о сговоре британцев, командования легиона в лице Глабба и израильтян отстаивает в своих мемуарах трансиорданский военный комендант Иерусалима Абдулла Таль). Сам командующий, однако, считал, что ему платят неблагодарностью за его усилия: с начала кампании каждый четвёртый боец частей Арабского легиона, пересекших Иордан, был убит или ранен. 13 июля Абдалла вызвал к себе Глабба на заседание правительства и там предложил ему уйти в отставку; впрочем, уже через час премьер-министр Трансиордании известил командующего, что требование об отставке отменяется. Мильштейн высказывает мнение, что массовые выступления и давление союзников заставили короля Абдаллу действовать активнее и привели к тому, что дальнейшее развитие операции «Дани» не было таким удачным для израильтян, как её начало.